# Plaza La Candelaria (Caracas)
La plaza La Candelaria y plaza Urdaneta son espacios de esparcimiento público de Caracas, Venezuela que se encuentran en la Avenida Urdaneta de la Parroquia La Candelaria.

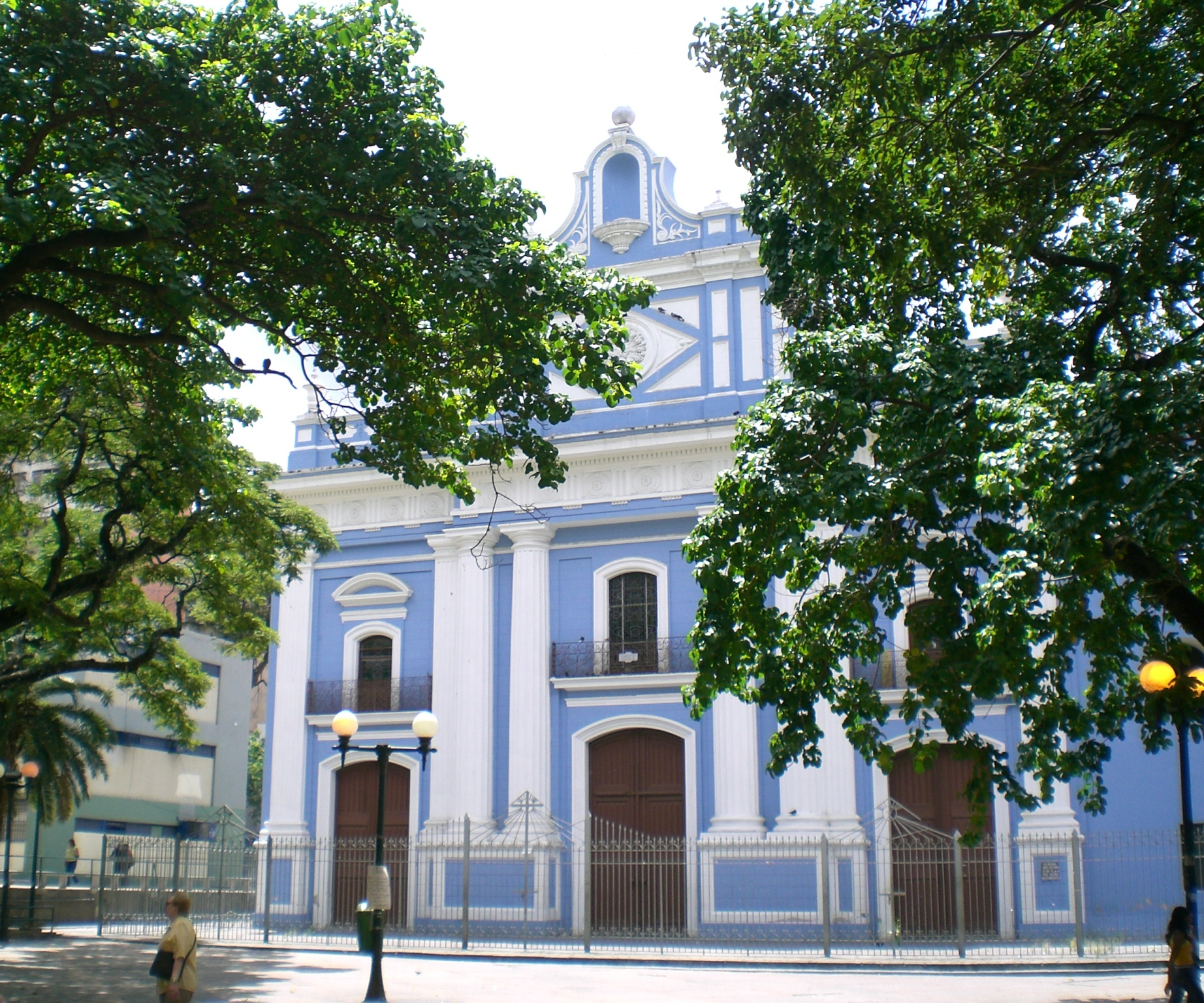
Iglesia de la Candelaria, en la zona vieja de la parroquia La Candelaria.

Si bien son dos plazas, en la práctica no existe división entre ambas. En el cuadrante sur se encuentra la Plaza La Candelaria, inaugurada en 1708. A finales del Siglo XVIII el gobernador Juan Guillelmi ordena la construcción de una fuente de agua en la plaza, con el objetivo que los pobladores de la zona no tuvieran que recorrer largas distancias en busca de agua potable. Desde la creación de la plaza ésta había servido para hacer corridas de toros así como para la celebración de fiestas de los canarios, pero luego de la Independencia de Venezuela las corridas se terminaron en la plaza y sólo se celebraban fiestas patrias. En 1895 se decidió cambiar el nombre a Plaza de la Democracia con motivo del centenario del General José Gregorio Monagas, quien había promulgado la libertad de los esclavos, años después la estatua fue desmontada y retornó al nombre original.
En el cuadrante norte se encuentra la Plaza Urdaneta, inaugurada el 11 de diciembre de 1955 bajo el mandato del presidente Marcos Pérez Jiménez, que desarrollaba la construcción de la Avenida Urdaneta. El diseño de la estatua ecuestre fue hecho por el escultor venezolano Francisco Narváez.
En 2002 se inició un programa de reestructuración de la Plaza Urdaneta por iniciativa del Alcalde Metropolitano Alfredo Peña y la Fundación Francisco Narváez.